# 弓馬田村
弓馬田村（ゆまたむら）は茨城県猿島郡にかつて存在した村である。現在の茨城県坂東市の中部に位置する。

## 歴史
- 1889年（明治22年）4月1日 - 町村制施行により、弓田村・馬立村・幸田村が合併し猿島郡弓馬田村が成立する。
- 1955年（昭和30年）3月1日 - 岩井町・七郷村・神大実村・中川村・飯島村・長須村・七重村と合併し、改めて岩井町が発足。同日弓馬田村廃止。